# Kirill Serebrennikov
Kirill Semënovič Serebrennikov (in russo Кирилл Семёнович Серебренников?; Rostov sul Don, 7 settembre 1969) è un regista e sceneggiatore russo.

## Biografia

### Carriera
Il suo secondo lungometraggio, Izobražaja žertvu, ha vinto il Marc'Aurelio d'oro per il miglior film al festival internazionale del film di Roma 2006. Dirigerà poi Ksenija Rappoport in Jur'ev den' (2008). Nel 2012 è in concorso al festival di Venezia con Izmena. Nel 2016 presenta nella sezione Un Certain Regard del festival di Cannes Parola di Dio, sul fondamentalismo religioso, tornandovi in concorso poi con Summer (2018), sui Kino, l'allucinato Petrov's Flu (2021), il dramma in costume La moglie di Tchaikovsky (2022) e il biografico Limonov (2024). Dal 2012 al 2021 è stato il direttore artistico del Centro Gogol' di Mosca.
Dichiaratamente omosessuale, è un attivista per i diritti della comunità LGBT. In un'intervista rilasciata a The Hollywood Reporter, Serebrennikov dichiarò: «Guarda, se i gay sono sotto pressione, allora l'arte e il teatro in particolare dovrebbero essere dalla loro parte. Se c'è un trauma da qualche parte, è lì che dovremmo essere: con il teatro, con l'arte, con tutto, giusto?».

### Problemi giudiziari
Il 23 maggio 2017 l'appartamento di Serebrennikov e le strutture del Centro Gogol' sono state perquisite dalle forze dell'ordine in relazione ad una presunta appropriazione indebita della Sed'maja studija. Anche se inizialmente non è stata presentata alcuna accusa contro Serebrennikov, alcune delle figure culturali più importanti della Russia hanno visto l'irruzione pubblicizzata nel suo appartamento come un gesto politico, scoraggiando Serebrennikov e altri dal criticare il governo. Serebrennikov aveva criticato l'annessione russa della Crimea del 2014 e l'atteggiamento del governo nei confronti della comunità LGBT in Russia. Vladimir Urin e Evgenij Mironov, tra gli altri, nel maggio 2017 hanno espresso il loro sostegno a Serebrennikov in una lettera trasmessa a Vladimir Putin durante una funzione pubblica. Nel luglio 2017 la prima del balletto Nureev di Serebrennikov al Bol'šoj è stata cancellata all'ultimo minuto.
Il 22 agosto 2017 Serebrennikov è stato arrestato dal Comitato Investigativo della Russia, sospettato di aver ideato un piano di frode che prevedeva un sussidio statale di quasi 129 milioni di rubli (circa 1,9 milioni di dollari) ricevuto dalla Sed'maja studija dal governo russo per il progetto "Platforma" dal 2011 al 2014. Serebrennikov è stato posto agli arresti domiciliari fino al 19 ottobre. L'ex direttore della Sed'maja studija Jurij Itin è già agli arresti domiciliari dal 31 maggio 2017. L'ex capo contabile della Sed'maja studija, Nina Masljaeva, confessò e da allora è detenuta. Serebrennikov ha rifiutato qualsiasi addebito e ha definito le accuse ridicole. Secondo lui, tutti i soldi furono spesi per il teatro che prosperò e divenne un'istituzione di fama mondiale. Il 23 agosto 2017, centinaia di persone si sono radunate davanti al tribunale per protestare contro l'arresto. Il caso ha ricevuto una significativa copertura mediatica ed è stato percepito all'unanimità come motivato politicamente. I colleghi hanno detto ai media che Serebrennikov era odiato da molti funzionari per le sue opinioni. Trentaquattro artisti di spicco e personalità culturali si sono impegnati a garantire il pagamento della cauzione di Serebrennikov. Più di 3500 artisti hanno firmato una lettera di sostegno chiedendo al Ministero della Cultura di ritirare le accuse nei confronti del regista. I pm avevano chiesto sei anni di reclusione.
Durante gli arresti domiciliari di Serebrennikov, nel dicembre 2017 il suo balletto Nureev è stato presentato in anteprima al Bol'šoj. In seguito, nel 2018, il balletto ha ricevuto il premio Benois de la Danse.
Il processo è stato definito kafkiano dai media e percepito all'unanimità come una presa in giro politica dai sostenitori di Serebrennikov. Sebbene la contabilità del progetto "Platforma" fosse effettivamente trascurata, i pubblici ministeri hanno cercato di sostenere che lo spettacolo Sogno di una notte di mezza estate non è mai stato messo in scena, anche se in realtà è stato distribuito, rappresentato all'estero e ha vinto numerosi premi internazionali. La testimone chiave dell'accusa Eleonora Filimonova ha poi dichiarato alla corte di aver subito pressioni e minacce da parte degli investigatori. Gli arresti domiciliari sono stati prolungati più volte. Dopo 18 mesi, nel giugno 2020 fu condannato a tre anni di libertà vigilata e tre anni di divieto di dirigere qualsiasi istituzione culturale con il sostegno del governo. Dovrà inoltre pagare una multa di 800.000 rubli. Anche Itin e Masljaeva sono stati condannati alla libertà vigilata.
Nel febbraio 2021 fu licenziato dal Centro Gogol'.
Il 12 novembre 2021, Serebrennikov rimborsò 129 milioni di rubli richiesti a titolo di risarcimento dal Ministero della Cultura.
Il 28 marzo 2022 il tribunale ha proclamato la sospensione della pena tenendo conto che tutti i danni finanziari sono stati risarciti e che Serebrennikov ha tenuto un profilo positivo durante la libertà vigilata. Il divieto di viaggio è stato revocato e Kirill ha potuto lasciare la Russia.

### Opinione sul governo russo
Serebrennikov attaccò la legge russa sulla propaganda gay e difese pubblicamente le Pussy Riot.
In un'intervista del 2014, il regista ha definito la Russia "un paese di schiavitù selvaggia", dove la gente non dà valore alla libertà e c'è un divario enorme tra la popolazione e un governo incontrollato. Egli raccomandò di spendere i fondi di bilancio per l'istruzione, un'educazione illuministica e la cultura  per fermare la crescita catastrofica dell'ignoranza e dell'oscurantismo. Secondo Serebrennikov, "la Russia si comporta ora come un povero delinquente impazzito dal dolore", e i sostenitori dell’attuale governo sono persone spaventate che non vogliono sapere o decidere nulla. Nel 2015 ha definito il contenuto della televisione russa come "bugie e propaganda" ed ha espresso l'opinione secondo cui il Paese "vive in una realtà televisiva e crede ciecamente a questa realtà".
Ha condannato l'annessione della Crimea e il conflitto russo-ucraino, pur chiedendo la revoca delle sanzioni all'oligarca Roman Abramovič, in quanto ha sostenuto l'arte.
Nel 2024, commentando il processo farsa delle colleghe Evgenija Berkovič (regista e poetessa membro del suo Settimo Studio) e Svetlana Petrijčuk (sceneggiatrice e drammaturga) in Russia, arrestate anche loro dal Comitato investigativo e condannate a 6 anni per "giustificazione del terrorismo", e la guerra in Ucraina, Serebrennikov ha mostrato una loro foto ad una conferenza stampa al Festival di Cannes durante la presentazione di Limonov, e in seguito ha dichiarato: 
Rispondendo ad una domanda relativa al medico e criminale nazista Josef Mengele protagonista del suo film presentato a Cannes nel 2025 ("pensa che il presidente russo Vladimir Putin potrebbe sfuggire alla giustizia in modo simile una volta terminata la guerra?"), Serebrennikov ha detto "non posso essere un profeta. A volte, le persone muoiono in guerra e chi ha iniziato la guerra non subìsce alcuna responsabilità. Diventano semplicemente gli eroi delle loro nazioni".

## Premio Europa per il Teatro
Nel 2017 viene insignito del XIV Premio Europa Realtà Teatrali, a Roma, con la seguente motivazione:
Scrittore, sceneggiatore, drammaturgo, regista teatrale e cinematografico, docente di teatro, inventore di soluzioni sceniche innovative, architetto di nuovi spazi teatrali, didatta e formatore, Kirill Serebrennikov è direttore artistico del Centro Gogol' di Mosca, città dove è anche docente presso la Scuola di Arti Teatrali. Queste attività ad ampio spettro si possono spiegare in parte col fatto che egli non ha ricevuto alcuna formazione specifica né per il teatro né per il cinema; ha invece una laurea in Fisica. Spesso passa per un provocatore, ma ciò che egli mostra con il suo lavoro è essenzialmente frutto della sua mentalità aperta, delle sue visioni, dei suoi talenti multipli e di un pensiero divergente, da scienziato o da artista autentico, che sa intuire e comprendere la realtà per distillarne in chiave critica alcuni aspetti fondamentali e contribuire a trasformarla dando voce alle inquietudini del nostro tempo.

## Filmografia

### Regista
- Razdetyye (1998)
- Ragin (2004)
- Izobražaja žertvu (2006)
- Jur'ev den' (2008)
- Poceluj krevetki, episodio di Korotkoe zamykanie (2009)
- Izmena (2012)
- Parola di Dio (Učenik) (2016)
- Summer (Leto) (2018)
- Petrov's Flu (Petrovy v grippe) (2021)
- La moglie di Tchaikovsky (Žena Čajkovskogo) (2022)
- Limonov (2024)
- La scomparsa di Josef Mengele (2025)

### Sceneggiatore
- Ragin (2004)
- Poceluj krevetki, episodio di Korotkoe zamykanie (2009)

- Izmena (2012)
- Parola di Dio (Učenik) (2016)
- Summer (Leto) (2018)
- Petrov's Flu (Petrovy v grippe) (2021)
- La moglie di Tchaikovsky (Žena Čajkovskogo) (2022)
- Limonov (2024)
- La scomparsa di Josef Mengele (2025)